# Кортни-Смит, Наташа
Наташа Кортни-Смит (англ. Natasha Courtenay-Smith; род. 1977) — британская предпринимательница и медиа-эксперт. Одна из ведущих европейских экспертов по digital-маркетингу, социальным медиа и PR, писатель, лектор, аккредитованный тренер Facebook и генеральный директор агентства Bolt Digital. Известна как основатель британского пресс-агентства Talk to the Press. В 2014 году агентство и его интернет-сайт Case Study Link было приобретено крупнейшим британским новостным агентством South West News Service (SWNS), после чего Кортни-Смит покинула компанию.

## Публичные выступления
Кортни-Смит выступала как эксперт по масс-медиа на радио
BBC 4, Би-би-си Радио 5 и Завтрак с Би-би-си.
В апреле 2011 года Кортни-Смит выступила как пресс-обозреватель в программе Lorraine британского общенационального канала ITV Breakfast.

## Другие интересы
Кортни-Смит является основателем веб-сайта Case Study Link, — инструмента для связи внештатных журналистов и пресс-агентств. Сайт был продан SWNS вместе с агентством. В 2010 году запустила проект The Notting Hill Bag Company общественный проект, ориентировнный на лондонский район Ноттинг-Хилл, Лондон.
Кортни-Смит неоднократно входила в ежегодный шорт-лист успешных женщин «35 до 35-ти»